# Marla Maples
Marla Ann Maples (født 27. oktober 1963) en amerikansk skuespillerinde og tv-personlighed. Marla Maples var Donald Trumps anden ægtefælle og parret var gift fra 1993 til 1999. Parret har en datter sammen, Tiffany Trump.

## Opvækst
Marla Maples blev født i den lille by Cohutta i Georgia, United States. Hun deltog i skønhedskonkurrencer i high school. Efter high school deltog hun også i skønhedskonkurrencer og blev bl.a. nr. to i konkurrencen om Miss Georgia 1984.

## Karriere

### Film, tv og teater
Maples medvirkede i 1991 som "celebrity guest" ved WWFs WrestleMania VII, hvor hun som kendis hjalp til med at holde øje med tiden i en WWF-mesterskabskamp mellem Hulk Hogan og WWF-mesteren Sgt. Slaughter. I den periode medvirkede Maples også med en gæsteoptræden i den populære tv-serie Designing Women. I august 1992 blev Maples en del af truppen i den prisbelønnede (Tony Award) Broadwaymusical The Will Rogers Follies. I 1994 medvirkede Maples sammen med sin daværende ægtefælle Donald Trump i et afsnit af The Fresh Prince of Bel-Air, og i tv-serien Something Wilder, in 1994.
Maples var i 1996 og 1997 med-vært ved skønhedskonkurrencen Miss Universe og var også vært ved Miss USA i 1997.
Frem til 2010 medvirkede Maples i en række film og tv-serier, herunder Maximum Overdrive (1986), The Nanny (dansk titel: Alle Tiders Barnepige (1993-1999), Executive Decision (1996), For Richer or Poorer (1997), Happiness (1998), Richie Rich's Christmas Wish (1998), Black and White (1999), Two of Hearts (1999), Loving Annabelle (2006), A Christmas Too Many (2007) og A Nanny for Christmas (2010).
I 2011 vendte hun tilbage til New York, hvor hun medvirkede i teaterforestillingen Love, Loss and What I Wore og har efterfølgende medvirket i en række film og tv-serier. I 2016-17 medvirkede hun i den amerikanske udgave af Vild med Dans og optrådte endvidere i marts 2016 som en del af tv-netværket ABC's morgen talk show The View.
Maples holder foredrag for London Speakers Bureau, hvor hun taler om kvinder, wellness og motivation. og har været vært og facilitator ved konferencerne Summer of Peace Summit 2018 og Global Summit on Science, Spirituality, and Environment in India.

### Radio og musik
Maples har været vært ved sit eget radioprogram Awakening with Marla, et talkshow med emner om bl.a. sundhed og astrologi og udgav i august 2013 et musikalbum The Endless med musik i genren New Age. Hun modtog i december 2012 prisen "Hollywood Music in Media Award" for "Best New Age/Ambient song" for sangen "House of Love" fra albummet.

### Andet
Maples har medvirket i reklamekampagne for No Excuses jeans og designede i 1993 en serie tøj for gravide kvinder.
Hun er endvidere involveret i velgørenhedsarrangementer, bl.a. organisationerne Kids Creating Peace, der forsøger at skabe kontakter mellem israelske og palæstinensiske børn og AWARE (Assisting Women through Action, Resources & Education), der indsamler penge til støtte for kvinder.

## Privatliv
Maples er bedst kendt for sit ægteskab med Donald Trump. Hendes forhold til Trump begyndte, mens Trump var gift med sin første ægtefælle, Ivana. Trump blev skilt fra Ivana i december 1991. Maples mødte Trump i 1989 og parrets forhold havde stor bevågenhed i pressen Trump var på forsiden af den amerikanske tabloid New York Post otte dage i træk, bl.a. med en overskrift om, at Marple om Trump havde udtalt "best sex I've ever had".
Parret fik en datter, Tiffany Ariana Trump, der blev født den 13. oktober 1993. Marples blev gift med Donald Trump den 20. december 1993 på New York Citys Plaza Hotel, ved et arrangement, hvor der deltog mere end 1.000 gæster, samt Rosie O'Donnell og O. J. Simpson.
I 1996 fyrede Trump sin bodyguard efter at denne angiveligt skulle være blevet fundet på en strand med Marples kl. 4 om morgenen. Selvom Maples og Trump afviste, at Marples skulle have haft en affære, på trods af omtale i National Enquirer og sladderbladene om affæren og bodyguardens usammenhængende forklaringer om forløbet. Maples og Trump blev separeret i maj 1997 og blev skilt den 8. juni 1999.